# Томилино (Ленинградская область)
Томи́лино — деревня в Пашском сельском поселении Волховского района Ленинградской области.

## История
На карте Санкт-Петербургской губернии Ф. Ф. Шуберта 1834 года упоминается деревня Томилина и смежно с ней деревня Убой.

ПОДБЕРЕЖЬЕ — деревня принадлежит Казённому ведомству, число жителей по ревизии: 35 м. п., 33 ж. п.

ОБОИ — деревня принадлежит Казённому ведомству, число жителей по ревизии: 45 м. п., 39 ж. п. (1838 год)

Деревня Убой отмечена на карте Ф. Ф. Шуберта 1844 года.

ПОДБЕРЕЖЬЕ — деревня Ведомства государственного имущества, по просёлочной дороге, число дворов — 10, число душ — 33 м. п.

ОБОЙ — деревня Ведомства государственного имущества, по просёлочной дороге, число дворов — 9, число душ — 32 м. п. (1856 год)

ПОДБЕРЕЖЬЕ (ТОМИЛИНО) — деревня казённая при реке Паше, число дворов — 10, число жителей: 58 м. п., 52 ж. п.

ОБОЙ — деревня казённая при реке Паше, число дворов — 10, число жителей: 32 м. п., 36 ж. п. (1862 год)

Согласно епархиальным сведениям 1899 года деревни относились к приходу церкви Рождества Христова Пашского погоста в Надкопанье.
В конце XIX — начале XX века деревня административно относилась к Доможировской волости 3-го стана Новоладожского уезда Санкт-Петербургской губернии.
По данным «Памятной книжки Санкт-Петербургской губернии» за 1905 год, деревня Обой находилась в Карпинском сельском обществе.
По данным 1933 года деревня Обой входила в состав Карпинского сельсовета Пашского района Ленинградской области.

Деревни Обой и Подбережье на карте 1940 года

По данным 1966, 1973 и 1990 годов деревня Томилино входила в состав Пашского сельсовета Волховского района.
В 1997 году в деревне Томилино Пашской волости проживали 23 человека, в 2002 году — 24 человека (все русские).
В 2007 году в деревне Томилино Пашского СП — 21, в 2010 году — 15 человек.

## География
Деревня расположена в северо-восточной части района на автодороге 41К-193 (Паша — Загубье).
Расстояние до административного центра поселения — 7 км.
Расстояние до ближайшей железнодорожной станции Паша — 5 км.
Деревня находится на левом берегу реки Паша.

## Демография
| 1862 | 2002 | 2007 | 2010 | 2012 | 2017 |
| ---- | ---- | ---- | ---- | ---- | ---- |
| 110  | ↘24  | ↘21  | ↘15  | ↗21  | ↘18  |

### Национальный состав
Согласно данным Всероссийской переписи населения 2021 года в деревне проживали 22 человека, из них:
 русские — 18, белорусы — 1, другие национальности — 3 человека.